# Morajärvi
Morajärvi är en sjö i Finland. Den ligger i kommunen Rovaniemi i landskapet Lappland, i den norra delen av landet, 700 km norr om huvudstaden Helsingfors. Morajärvi ligger 142,9 meter över havet. Den är 6 meter djup. Arean är 86,1 hektar och strandlinjen är 5,25 kilometer lång. Sjön  ingår i Kemi älvs huvudavrinningsområde. 